# Табернемонтана
Табернемонтана (Tabernaemontána) — рід чагарників і дерев, що входить в родину Барвінкові (Apocynaceae).
Рід був названий в 1703 році французьким ботаніком Шарлем Плюм'є за псевдонімом німецького лікаря, званого «батьком німецької ботаніки», Якоба Теодора Табернемонтануса.
Види роду поширені в Центральній і Південній Америці.